# Amalananda Ghosh
Amalananda Ghosh (* 3. März 1910 in Varanasi; † 25. Oktober 1981 in New York) war von 1953 bis 1968 Generaldirektor des Archaeological Survey of India (ASI); damit hatte er – nach John Marshall, aber noch vor Alexander Cunningham – die längste Amtszeit aller Direktoren.

## Biografie
Ghosh besuchte Schulen in Varanasi und Allahabad; seine akademische Ausbildung erhielt er in London. Im Jahr 1937 trat er in die Dienste des ASI, für den er zahlreiche Ausgrabungskampagnen leitete, darunter in Pachmarhi, Bikaner, Brahmagiri, Maski, Taxila, Arikamedu und Harappa. Im Auftrag der UNESCO war er als Berater in Katar (1968), Bahrain (1968), Saudi-Arabien (1968–69) und Jemen (1970) tätig.
Mit seiner Ehefrau Sudha hatte er einen Sohn und eine Tochter.

## Ehrungen
Ghosh war Ehrenmitglied des Indian Institute of Advanced Study, der Society of Antiquaries of London und des Deutschen Archäologischen Instituts in Berlin. Außerdem war er seit 1962 Träger des Padma-Shri-Ordens.

## Werke
Ghosh war in erster Linie Herausgeber der Encyclopedia of Indian Archaeology. Daneben verfasste er Bücher zur frühen Stadtgeschichte Indiens (The City in Early Historical India) und über die buddhistische Universität von Nalanda (A Guide to Nālandā).
| Personendaten    | Personendaten        |
| ---------------- | -------------------- |
| NAME             | Ghosh, Amalananda    |
| KURZBESCHREIBUNG | indischer Archäologe |
| GEBURTSDATUM     | 3. März 1910         |
| GEBURTSORT       | Varanasi             |
| STERBEDATUM      | 25. Oktober 1981     |
| STERBEORT        | New York             |